# Prima battaglia di Capo Finisterre (1747)
La prima battaglia di Capo Finisterre del 1747 fu una battaglia navale che ebbe luogo, nell'ambito della guerra di successione austriaca, il 14 maggio (3 maggio, secondo il Calendario Giuliano, allora ancora in vigore in Gran Bretagna) 1747 al largo di Capo Finisterre, ove una flotta britannica forte di quattordici vascelli di linea più altre navi da guerra, al comando dell'ammiraglio George Anson attaccò un convoglio di trenta navi mercantili francesi, scortate da quattro vascelli di linea, otto fregate e quattro corvette, al comando del contrammiraglio Taffanel de La Jonquière, infliggendo loro una pesante sconfitta.

## Antefatti
La Francia doveva mantenere libere le rotte per sostenere il suo impero d'oltremare. Allo scopo essa raggruppò i suoi mercantili in convogli protetti da navi da guerra. Il contrammiraglio Lord Anson, sulla sua nave ammiraglia HMS Prince George, ed il contrammiraglio Sir Peter Warren, sulla HMS Devonshire, con il loro squadrone, erano partiti da Plymouth per intercettare i convogli francesi. Avvistato un convoglio, Anson trasmise l'ordine di allineamento per il combattimento. Allorché però il contrammiraglio Warren, sospettando che il nemico stesse appositamente manovrando per dar tempo al convoglio mercantile di fuggire, trasmise i suoi sospetti ad Anson, che diede alla squadra il segnale di caccia libera.

## La battaglia
La HMS Centurion, sotto la spinta del vento, fu il primo veliero inglese a raggiungere la retroguardia francese, che attaccò violentemente, subito appoggiata da altri due vascelli inglesi. L'azione divenne generale allorché tre altri vascelli inglesi, tra i quali il Devonshire, raggiunsero la retroguardia francese. I francesi, benché in netta inferiorità numerica, combatterono fino alle sette di sera, quando tutte le loro navi tranne due e nove mercantili della East India erano state catturate. Le perdite umane francesi ammontarono a 800 tra morti e feriti, e 3 000 prigionieri (tra i quali anche il contrammiraglio Taffanel de La Jonquière), mentre quelle inglesi furono di 520 morti. A bordo dei vascelli francesi furono trovate più di 300 000 sterline, che furono trasbordate sulle navi inglesi. Tra i prigionieri francesi vi fu anche il futuro ammiraglio François Joseph Paul de Grasse, che prestava servizio sulla Gloire.

## Conseguenze
A seguito di questa vittoria Warren ed Anson furono promossi vice-ammiraglio, ma Anson ottenne anche il titolo di Barone, potendosi così fregiare del titolo di Lord e di 1º Barone Anson.
Secondo lo storico William Williamson, la battaglia fu «...il più grave colpo assestato agli interessi francesi in America. Oltre al ricchissimo bottino […] furono rinvenuti a bordo numerosi articoli progettati per gli Acadiani e gli Indiani», che continuavano a resistere agli inglesi 
in Acadia/ Nuova Scozia.

## Ordine di battaglia

### Flotta inglese
- HMS Prince George 90 (nave ammiraglia) - Contrammiraglio George Anson, Comandante John Bentley
- HMS Devonshire 66 - Contrammiraglio Peter Warren, Comandante Temple West
- HMS Namur 74 - Comandante Edward Boscawen
- HMS Monmouth 64 - Comandante Henry Harrison
- HMS Prince Frederick 64 - Comandante Harry Norris
- HMS Yarmouth 64 - Comandante Piercy Brett
- HMS Princess Louisa 60 - Comandante Charles Watson
- HMS Nottingham 60 - Comandante Philip Saumarez
- HMS Defiance 60 - Comandante Thomas Grenville
- HMS Pembroke 60 - Comandante Thomas Fincher
- HMS Windsor 60 - Comandante Thomas Hanway
- HMS Centurion 50 - Comandante Sir Peter Denis
- HMS Falkland 50 - Comandante Blomfield Barradell
- HMS Bristol 50 - Comandante William Montagu
- HMS Ambuscade 40 - Comandante John Montagu
- HMS Falcon 10 (sloop-of-war )
- HMS Vulcan 8 (brulotti)

### Convoglio francese
- Sérieux 64 (nave ammiraglia) — catturata
- Invincible 74 — catturata
- Rubis 52 — catturata
- Jason 50 — catturata
- Gloire 40 — catturata
- Emeraude 40 — fuggita
- Chimère 36 — fuggita
- Diamant 30/56 — catturata e poi affondata
- Apollon 30 — catturata
- Philibert 30 — catturata
- Thétis 22 — catturata
- Vigilant 20 — catturata
- Modeste 18 — catturata
- Dartmouth 18 (ex nave corsara britannica) — catturata
- Convoglio di 24 navi almeno — 6 catturate